# Malterdingen
Malterdingen ist eine deutsche Gemeinde im Landkreis Emmendingen in Baden-Württemberg.

## Geographie

### Geographische Lage
Das Dorf Malterdingen liegt in der Oberrheinebene im nördlichen Breisgau zwischen den Ausläufern des Kaiserstuhls und des Schwarzwalds. Die Kreisstadt Emmendingen ist etwa 10 km südlich, die Stadt Freiburg im Breisgau 20 km südlich gelegen.

### Nachbargemeinden
Malterdingen grenzt von Norden beginnend im Uhrzeigersinn an die Kenzinger Ortsteile Hecklingen und Bombach, die Teninger Ortsteile Heimbach und Köndringen sowie an Riegel am Kaiserstuhl. Zudem bestehen über den zur Gemarkung Malterdingen gehörenden Distrikt Vierdörferwald zusätzliche Gemeindegrenzen zu Freiamt und dem Teninger Ortsteil Landeck.

### Gemeindegliederung
Zur Gemeinde Malterdingen gehören das Dorf Malterdingen, der Distrikt Vierdörferwald mit dem Gehöft Schlüpfingerhof (nichtstaatliche Exklave) und der Wohnplatz Bahnstation Riegel-Malterdingen. Im Gemeindegebiet liegen die abgegangenen Ortschaften Brunnen und Stechelkilchel.

## Geschichte
Um 1864 wurden in einem Wald Grabhügel aus der ersten Eisenzeit zwischen 1000 und 500 v. Chr. gefunden, die auf eine sehr frühe Besiedelung hinweisen. Eine Schenkungsurkunde von Kaiser Heinrich II. an das Kloster Schuttern aus dem Jahr 1016, in der Maltertinga erstmals erwähnt wird, gilt als Fälschung, auch wenn der Kern wahr ist. Das Kloster hatte lange Zeit Zehntrechte im Dorf.
Die erste sichere Erwähnung Malterdingens ist auf den 1. Juni 1098 datiert; die Urkunde trägt den Vermerk: Beneficium Diethalmi de Maltirtingin (das Lehen Diethelms von Malterdingen). Die Urkunde stammt aus dem Benediktiner-Kloster Allerheiligen (Salvator-Kloster) zu Schaffhausen (Schweiz). Darin wird festgehalten, dass das Kloster in Bahlingen am Kaiserstuhl ein Gut kaufte und die beiden Priester Diethelm und seinen Sohn Berthold von Malterdingen damit belehnte. Zu diesem Kauf hatten die beiden Priester 20 Silbermark gestiftet. Der Priester Diethelm gab später das Gut in Bahlingen dem Kloster zurück unter der Maßgabe, dass der Ertrag für sein jährliches Totengedenken verwendet werden muss.

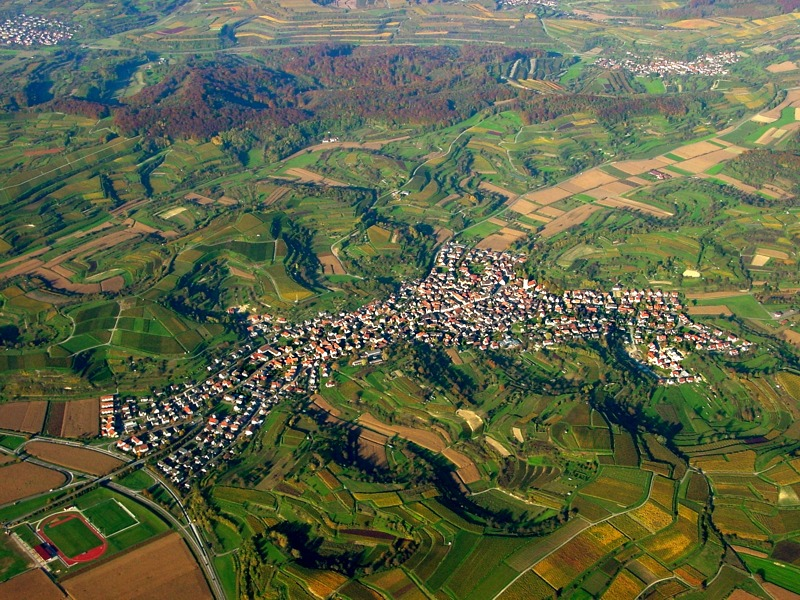
Malterdingen

1297 verkauften Graf Heinrich von Veringen mit seinen Brüdern Manegold und Vollrad der Jüngere den Brüdern Heinrich und Rudolf von Hochberg ihre Besitzungen und Rechte zu Malterdingen um 60 Mark Silber. Im Mittelalter zählte der Ort zu den erfolgreichen Gemeinden der Markgrafschaft Baden-Hachberg und erlangte eine relativ große wirtschaftliche Bedeutung. 1418 bekam der Ort von Markgraf Bernhard I. das Marktrecht verliehen. Malterdingen besaß auch das Salzrecht und das Recht der „Metzig“. Der Salzbrunnen nahe dem Rathaus bezieht seinen Namen hieraus. Zahlreiche renovierte Gebäude aus dem Mittelalter prägen heute noch die geschlossene Bebauung im alten Ortskern.
Der Weinbau in Malterdingen wurde wesentlich von Zisterziensermönchen beeinflusst, die bereits im 13. Jahrhundert in Malterdingen Grundbesitz hatten und ein Hofgut betrieben. Das Gebiet, auf dem ein Teil des in der Fachwelt bekannten Weingut Bernhard Huber liegt, heißt heute noch Mönchhofmatten.

## Politik

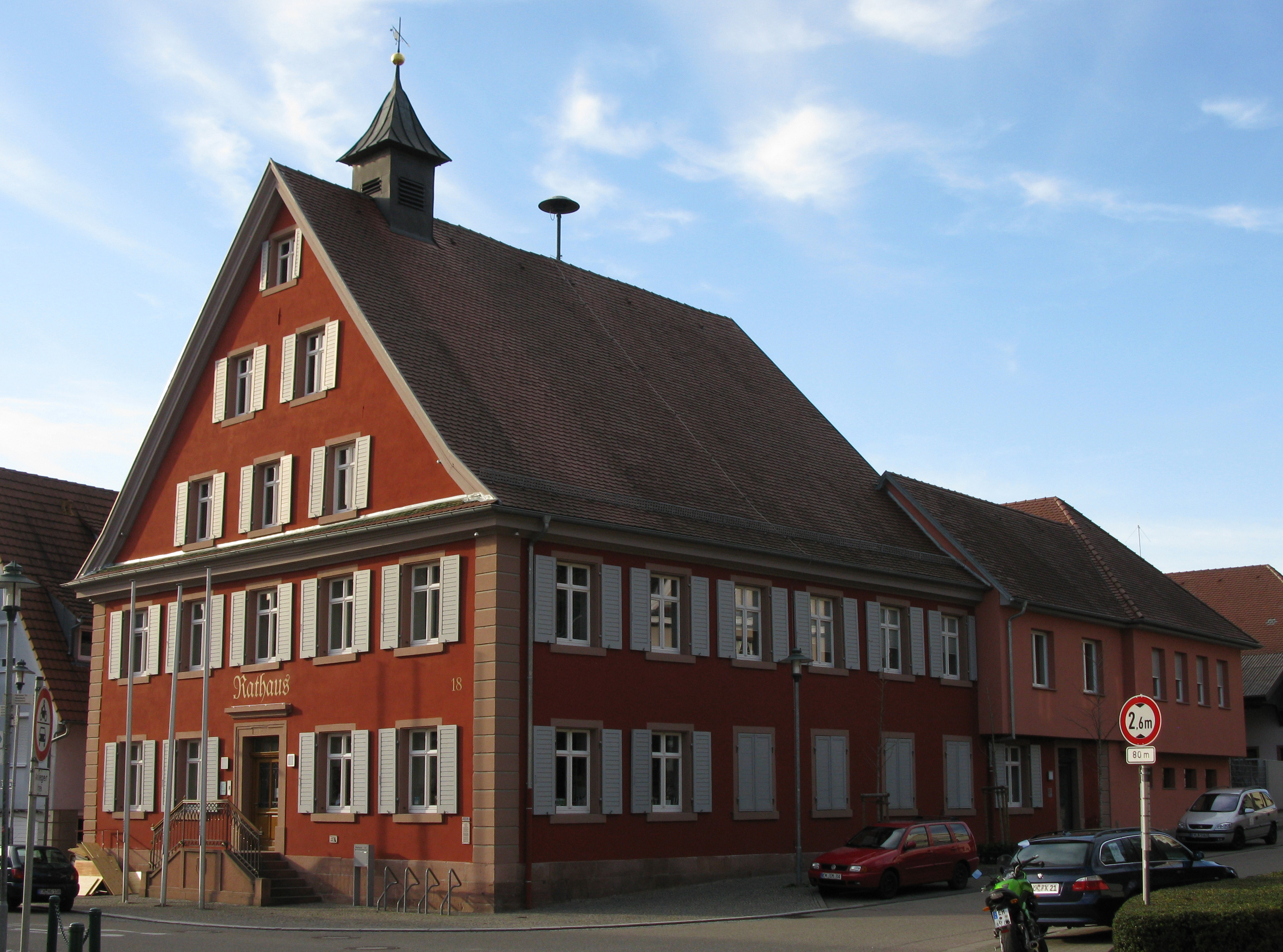
Rathaus

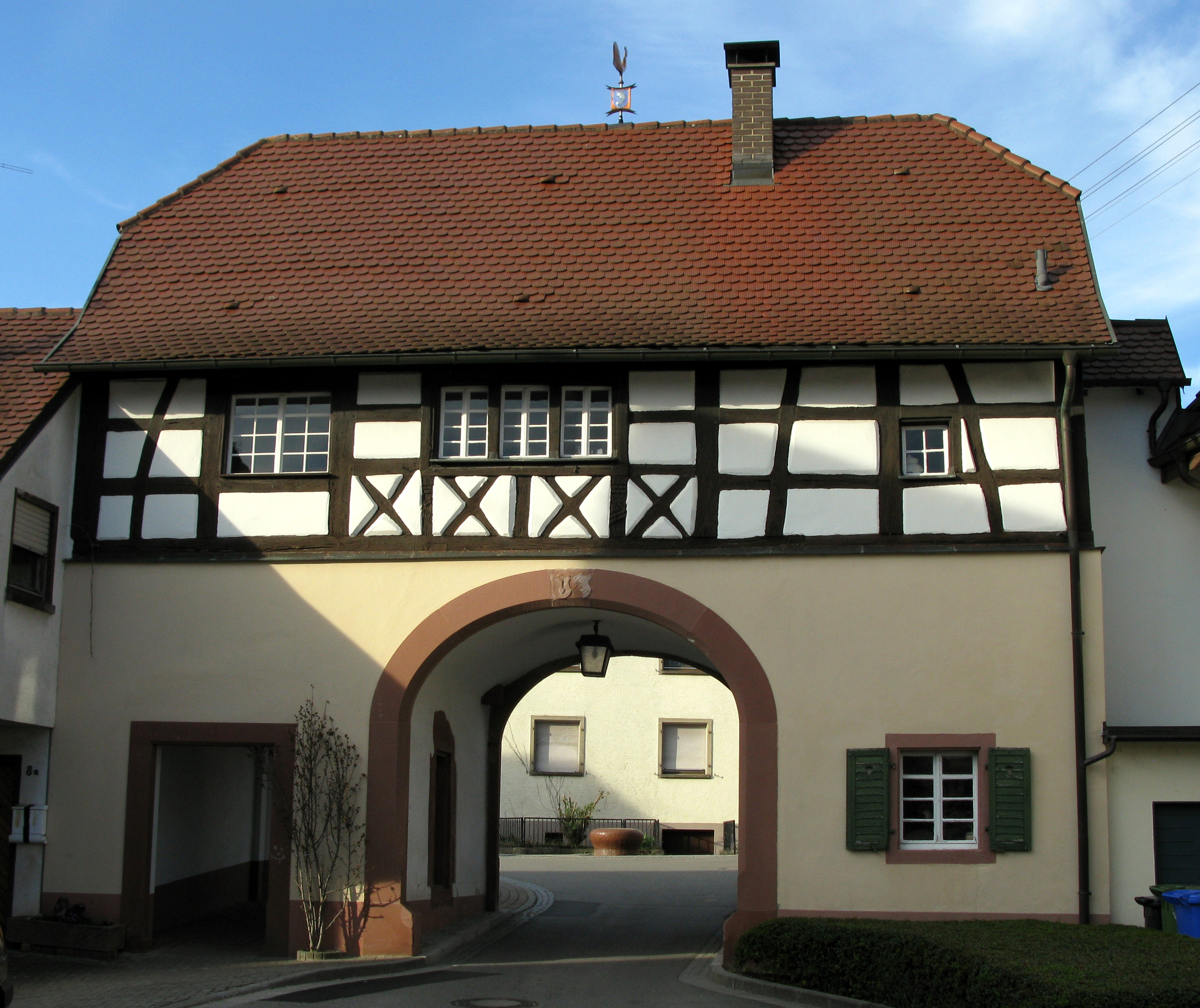
Torhäusle

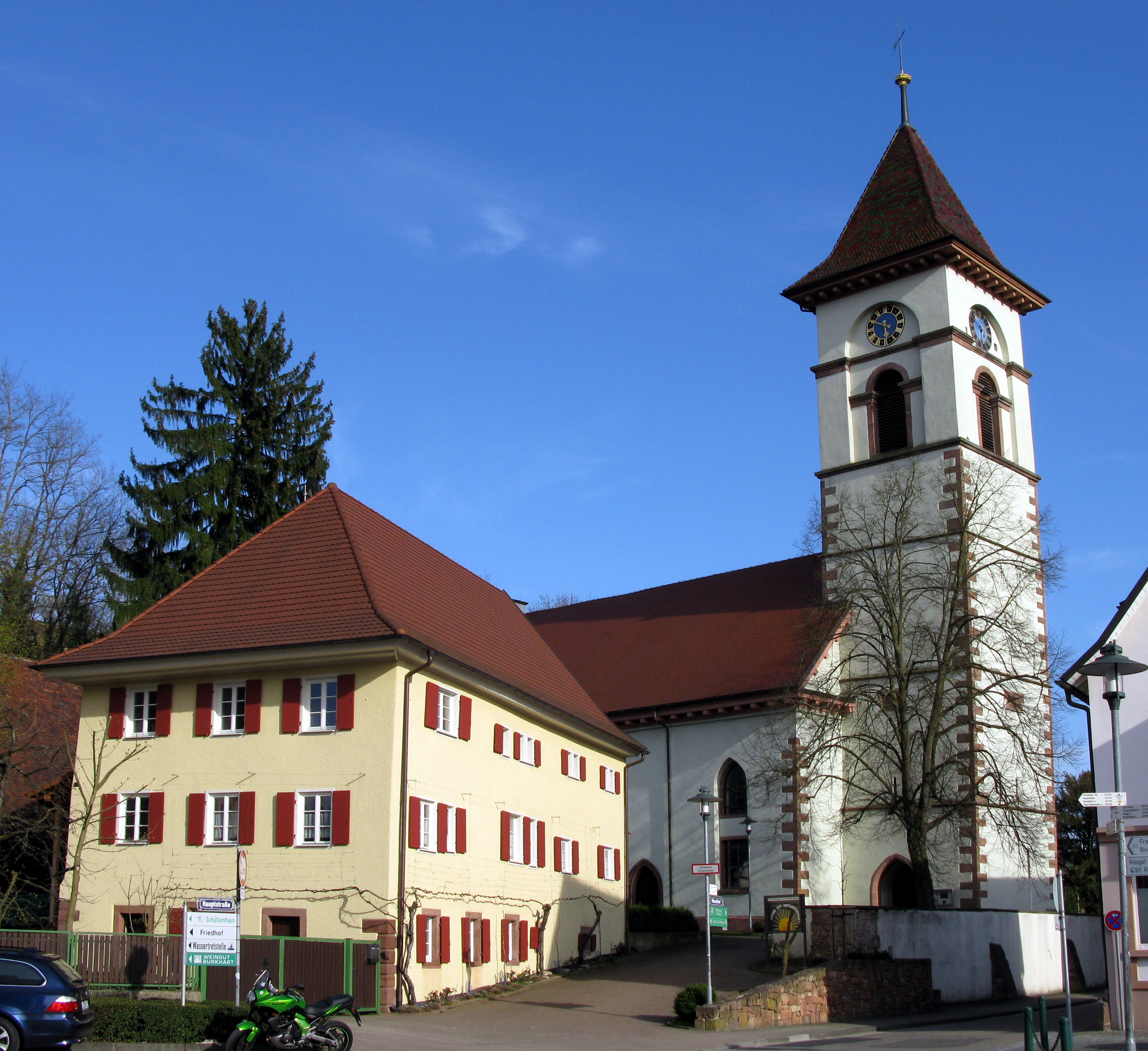
Ehemaliger Löwen und Jakobskirche

### Gemeinderat
Die Kommunalwahl am 26. Mai 2019 führte bei einer Wahlbeteiligung von 62,2 % (+ 8,8) zu folgendem Ergebnis (mit Vergleichszahlen der vorigen Wahl):
| Partei / Liste                 | Stimmenanteil | Sitze | 2014            |
| Freie Wählergemeinschaft       | 46,0 %        | 5     | 37,9 %, 5 Sitze |
| Bürgervereinigung Malterdingen | 27,0 %        | 3     | 31,3 %, 4 Sitze |
| SPD                            | 21,0 %        | 3     | 18,4 %, 2 Sitze |
| CDU                            | 6,0 %         | 1     | 12,4 %, 1 Sitz0 |

### Bürgermeister
Bürgermeister der Gemeinde ist seit 1994 Hartwig Bußhardt (SPD), der 2002, 2010 und 2018 wiedergewählt wurde. Erste und zweite Stellvertreter des Bürgermeisters sind nach der Kommunalwahl 2019 Gemeinderätin Iris Schillinger und Gemeinderat Reiner Mundinger.

### Wappen
Die Blasonierung des Gemeindewappens lautet: „In gespaltenem Schild vorn in Gold (Gelb) ein roter Schrägbalken, hinten in Silber (Weiß) ein blaues Rebmesser mit schwarzem Griff.“

### Gemeindepartnerschaft
Mit der französischen Gemeinde Lentilly im Département Rhône verbindet Malterdingen seit 1994 eine Jumelage.

## Demographie
Bevölkerungsentwicklung:
| Jahr | Einwohner |
| ---- | --------- |
| 1950 | 1.840     |
| 1961 | 2.006     |
| 1970 | 2.195     |
| 1980 | 2.191     |
| 1990 | 2.369     |
| 2000 | 2.738     |
| 2010 | 3.017     |
| 2018 | 3.250     |

## Wirtschaft und Infrastruktur

### Verkehr

#### Bahnverkehr
Der Bahnhof Riegel-Malterdingen liegt 2 km vom Ortskern entfernt an der westlichen Gemarkungsgrenze an der Rheintalbahn, Abschnitt Offenburg – Freiburg. Der Bahnhof wird von der Kaiserstuhlbahn im Stunden-Takt angefahren. Ebenfalls halten im halbstündlichen-Takt Regional-Express-Züge nach Offenburg und Basel sowie Regionalbahnen. Die nächsten ICE-Haltestellen sind in Freiburg (25 km südlich) und Offenburg (45 km nördlich).

#### Radverkehr
Durch eine Alltagsroute aus dem Radnetz Baden-Württemberg ist Malterdingen über Teningen (Ortsteil Köndringen) mit Emmendingen und über Kenzingen und Herbolzheim mit Lahr verbunden. 
Durch Malterdingen verläuft als Landes-Radfernweg der Badische Weinradweg. Er führt von Grenzach-Wyhlen am Hochrhein nach Laudenbach im Norden Baden-Württembergs. Ab Schallstadt gibt es zwei Varianten: Am Tuniberg entlang nach Ihringen und über den Kaiserstuhl kommend nach Sasbach am Kaiserstuhl oder weiter am Rande des Rheintals über Freiburg kommend nach Emmendingen. Die Varianten treffen sich in Malterdingen wieder, von hier führt die Route meist oberhalb des Rheintals über den Osten Kenzingens und die Herbolzheimer Ortsteile Wagenstadt und Tutschfelden weiter über Kippenheim nach Lahr.
Der Breisgau-Radweg von Herbolzheim über Freiburg nach Breisach verbindet Malterdingen mit Riegel und dem Kenzinger Ortsteil Hecklingen.

#### Fernstraßen
Malterdingen ist durch die B3, die direkt am Ort vorbeiführt, sowie durch die A5 mit der Anschlussstelle Riegel (2 km westlich) an das überregionale Straßennetz angeschlossen.

### Ansässige Unternehmen
Größter Arbeitgeber in Malterdingen ist der Spritzgießmaschinenhersteller Ferromatik, eine Tochter der amerikanischen Milacron.

### Kinderbetreuung & Schule
Im Ort gibt es den Kindergarten Sofie-Roth mit 5 Ü3-Gruppen (Kiga) und 2 U3-Gruppen (Krippe). Der Betreiber des Kindergartens ist die evangelische Kirche. Zudem gibt es im Ort die Krippen „Mittendrin“ und „Pünktchen & Anton“, welche jeweils durch einen Verein geführt werden.
Die Grundschule Malterdingen besteht aktuell aus 5 Klassen der Stufen 1 bis 4 und verteilen sich auf 2 in Hanglage errichtete Pavillons. Bis in die 90er Jahre handelte es sich um eine Grund- und Hauptschule, seitdem nur noch um eine reine Grundschule. Den größeren Schwesterbau der Grundschule Malterdingen kann man in Riegel a.K. finden, welche einen sehr ähnlichen Baustil aufweist.

## Kultur und Sehenswürdigkeiten

### Bauwerke
Das Torhaus im Fachwerkstil, eines der Wahrzeichen Malterdingens, erinnert an die einstige Ummauerung des Marktfleckens Malterdingen.
Die Jakobskirche ist unterschiedlichen Baustilen zuzuordnen. Chor und Seitenkapellen können in ihrer heutigen Form auf das Jahr 1517 datiert werden. Der geostete Turm wurde 1828 unter der Planung von Gottlieb Lumpp umgebaut und hat seitdem den typischen Pyramidendachstuhl im Weinbrennerstil. Mit einer Höhe von 43,5 m ist der Turm das höchste Gebäude von Malterdingen.

### Weinfest
Seit 1979 findet jedes zweite Jahr Anfang September das von der Vereinsgemeinschaft ausgerichtete, 3-tägige Malterdinger Weinfest statt. Hierfür wird die Hauptstraße im Bereich der historischen Ortsmitte gesperrt und in zahlreichen Lauben und Höfen gibt es für die Besucher ein auswahlreiches Wein- und Essensangebot. Das nächste Weinfest findet 2025 statt.

### Freizeit
Rund ein Kilometer östlich des Dorfes Ort findet sich in Richtung A5 der zu Malterdingen gehörende Baggersee.

## Sport
- Die Fußballabteilung des im Ort ansässige Sportvereins SV Malterdingen[16] spielt in einigen Regionalligen und stellt G-E-Jugendmannschaften. In den höheren Jugendmannschaften wurden Spielgemeinschaften (SG) mit dem Riegeler SC und dem SV Hecklingen aufgebaut.
- In der Leichtathletikabteilung[17] des SV Malterdingen gibt es eine „Bambini“-Gruppe, mehrere Jugendgruppen sowie auch Ü-18-Trainingsgruppen (unter anderem auch in Zusammenarbeit mit der Leichtathletikabteilung des USC-Freiburg). Die Leichtathletikabteilung erreichte einige Erfolge auf Landesebene.
- Der Malterdinger Indiaca-Verein hat national und international einige Titel gesammelt sowie Mitglieder von Weltmeistermannschaften gestellt.
- Malterdingen ist seit 1991 Austragungsort des jährlich im August stattfindenden Breisgau Triathlons – ein Triathlon über die Mitteldistanz (2 km Schwimmen, 80 km Radfahren und 21 km Laufen).
- Im Tennis ist der TC Malterdingen aktiv mit Jugend-, Damen- und Herrenmannschaften.

## Ehrenbürger
- Hans Fischer, Lehrer, ehemaliger Gemeinderat (1975–2011) und seit 1982 ehrenamtlicher Naturschutzwart der Gemeinde[18]